# Askia (rappeuse)
Askia, aussi appelée Mami Bakala, de son vrai nom Askia Karin, née le 12 juin 1994 à Limbé, est une rappeuse, auteure-compositrice, réalisatrice et actrice camerounaise

## Biographie

### Jeunesse, études et débuts
Originaire du Ndian dans la région du Sud-Ouest du Cameroun, Askia naît le 12 juin 1994 à Limbé dans la même région. Élévée dans cette ville, où elle fréquente une école primaire et secondaire, Askia commence par être une rappeuse en herbe, se produisant dans des spectacles locaux au Cameroun.

### Carrière
Askia travaille avec le label Trackzone Records basé à Buéa entre 2007 et 2012 et détenu par Subzee (DJ Xionic). Elle bénéficie du mentorat du producteur et collabore avec des rappeurs et chanteurs. Elle se produit aux côtés des artistes du label lors de plusieurs concerts. Après l'une de ses prestations aux Mboa Hip Hop Awards à Limbé le 24 novembre 2012, elle se voit proposer un contrat par le label Bogosse. Leur collaboration ne dure pas longtemps. En 2013, elle signe un contrat avec Sieni Brothers et fait ses débuts avec Tat'Obasseh. Ce succès lui permet de faire son entrée sur la scène musicale.[réf. nécessaire]
En 2014, elle sort Allez les lions, en featuring avec J Millie des Fluri Boys. Son contrat avec Sieni Brothers est de courte durée. La rappeuse signe un autre contrat avec Mutumbu Records. Sous ce label, elle sort une mixtape Under Construction. Elle quitte le label en 2016. En 2017, elle rejoint Alpha Better Records, où elle sort Ma valeur. Cette collaboration avec Alpha Better Records ne dure pas longtemps, et en 2018, elle quitte le label. 
En 2019, elle se lance dans un projet intitulé Bag visant à promouvoir l'émancipation des femmes sur la scène musicale. Ce projet implique Mihney, Ewube, Yung Meagan, Gasha, Dyonce et d'autres chanteuses camerounaises. En 2020, elle sort Addiction et Let's Talk sur le label Sabuc. Elle rejoint ensuite Beard Gang, où vit son ex-mari Qilla. Sous ce label, elle sort Self Defence. Elle sort également d'autres chansons à succès. Askia poursuit sa carrière en sortant les titres Self Defense, Vawlence et Ngarma avec Mr Leo et Closure en collaboration avec Loic Sumfor et le 23 juin 2023, La La. En janvier 2023, elle rejoint Lion Production sous l'aile de Mr Leo.[réf. nécessaire]

## Vie privée
Elle épouse le rappeur Qilla, avec qui elle a une petite fille, Nairobie, mais quelques années plus tard, Askia divorce.

## Discographie

### Albums
- 2020 : I Tried to return your missed calls
- 2020 : Aries
- 2023 : Love & Life
- 2025 : Postal Code

### Singles
- 2015 : No Worry Me
- 2016 : Fell me
- 2016 : Askia la Reine
- 2016 : Panda
- 2017 : Still in the throne
- 2017 : Still in the throne, part 1
- 2017 : Still in the throne, part 2
- 2017 : Still in the throne, part 3
- 2017 : Still in the throne, part 4 : Hell breaks loose
- 2017 : Ma Valeur
- 2018 : Mami Bakala
- 2018 : Na how eh
- 2019 : Tat'Obasseh
- 2020 : Let's talk
- 2023 : La La
- 2025 : It's Ya Birthday

### Apparitions
- 2017 : Mr Leo feat. Salatiel, Askia, Blaise B - Higher-Higher
- 2017 : Mr Leo feat. Salatiel, Askia, Blaise B - Qu'est qui n'a pas marché ?
- 2018 : Ambe feat. Blaise B, Mr Leo, Tzy Panchak, Salatiel, Boy Tag, Magasco, Blanche Bailly - Na for Bafut (Bonne année)
- 2020 :  Freeboi Lamma feat. Askia - Man E Pikin
- 2021 : Lil Humble feat. Askia - Hold My Hand
- 2021 : Olatokay feat. Askia - Hustle
- 2022 : Don Ray feat. Askia, Shanzy, Shrimp boy, Crispy, Freeboy Makizar - You dong ndem

### Collaboration
- 2022 : Askia feat. Loic Sumfor - Closure

## Filmographie
- 2023 : Nganú de Kang Quintus

## Distinction
Le 17 septembre 2023, la rappeuse remporte le prix de la meilleure rappeuse lors de la cérémonie des African Muzik Magazine Awards (AFRIMMA) au Meyerson Symphony Centre de Dallas aux États-Unis, grâce à sa chanson Ngarma, en collaboration avec Mr Leo.